# 鸟致院站
鸟致院站（：／ Jochiwon yeok */?）是京釜線與忠北線沿線交會的一座鐵路車站，同時也是忠北線的起點車站，位于韓國世宗特別自治市鳥致院邑，有ITX-新村和無窮花號列車停靠。

## 車站結構
站體為3面5線混合式月台的地面車站。

### 月台配置
| ↑ 全義（京釜線）／↑ 五松（忠北線） |
| ５４ \| ３２ \| １                 |
| 芙江 ↓                             |

| 月台 | 路線   | 方向 | 車種              | 目的地                                            |
| ---- | ------ | ---- | ----------------- | ------------------------------------------------- |
| 1    | 忠北線 | 下行 | 無窮花號          | 往 忠州、堤川、榮州方向                           |
| 2、3 | 京釜線 | 下行 | ITX-新村 無窮花號 | 往 釜山、大田、光州、木浦、順天、麗水世博會方向   |
| 2、3 | 忠北線 | 上行 | ITX-新村 無窮花號 | 往 釜山、大田、光州、木浦、順天、麗水世博會方向   |
| 4、5 | 京釜線 | 上行 | ITX-新村 無窮花號 | 往 天安、平澤、水原、安養、永登浦、龍山、首爾方向 |

## 历史
- 1905年1月1日：落成啟用。
- 1999年10月：车站新站舍建成。

## 车站周边
- 弘益大學鸟致院校区
- 高丽大学世宗校区
- 世宗特別自治市廳
- 鸟致院高等学校
- 鸟致院中学
- 鸟致院女子高等学校
- 鸟致院女子中学
- 鸟致院新凰初等学校
- 鸟致院明东初等学校
- 大东初等学校
- 砧山公园

## 相鄰車站
韓國鐵道公社
京釜線
瑞仓信号场－鳥致院－内板信号场
忠北線
鳥致院－五松